# Tragopan satyre
Tragopan satyra
Espèce
Statut de conservation UICN

 LC  : Préoccupation mineure
Statut CITES
Le Tragopan satyre (Tragopan satyra) est une espèce d'oiseaux appartenant à la famille des Phasianidae. C'est une espèce monotypique.

## Description de la bavette

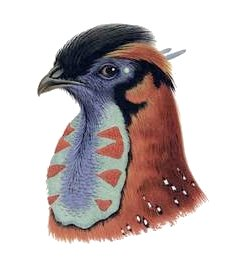
Détail de la tête.

La bavette déployée est de forme ovoïde. Elle est ornée d’une large bande centrale bleu marine parsemée de très légers points rougeâtres avec les deux bords bleu turquoise décorés de quatre ou cinq dessins rouges disposés en créneaux.

## Distribution
Centre et est de l’Himalaya, de l’Uttar Pradesh à l’Arunachal Pradesh, Népal, Sikkim, Bhoutan et sud-est du Tibet.

## Habitat
Le tragopan satyre est inféodé aux forêts de chênes, cèdres et rhododendrons à sous-bois de broussailles et de fourrés de bambous en terrain escarpé entre 2400 et 4300m.

## Alimentation
Son régime alimentaire est dominé par des fleurs, feuilles, pousses et bourgeons. Différents genres de plantes ont été répertoriés par différents auteurs : Diplazium, Polypodium, Berberis, Symplocos,  Rhododendron, Theropogon, Pilea. Une observation de terrain de Hennache & Ottaviani (2005) a permis d’identifier plusieurs espèces de plantes consommées au Népal : des fleurs et des particules d’un rhododendron Rhododendron arboretum, un églantier Rosa webbiana, une primevère Primula sp., un pavot jaune Meconopsis paniculata, une potentille Potentilla sp. et des pédiculaires Pedicularis anas.

## Comportement non social
Les tragopans satyres sont des oiseaux territoriaux, plutôt timides et solitaires même en hiver. Ils se perchent habituellement seuls et ils semblent être fidèles à leur site de perchage.

## Comportement social
Début avril, les mâles postés sur leurs perchoirs favoris, lancent leurs cris ouac-ouac-ouac à sonorité de bêlement de mouton. Ces cris sont entendus seulement en période de reproduction. Ils sont émis dès l’aube avec une reprise parfois dans l’après-midi. Ils semblent avoir la double fonction d’attirer les femelles et de revendiquer un territoire en rivalisant vocalement avec les autres mâles du secteur qui répondent à ces appels.

## Parade nuptiale

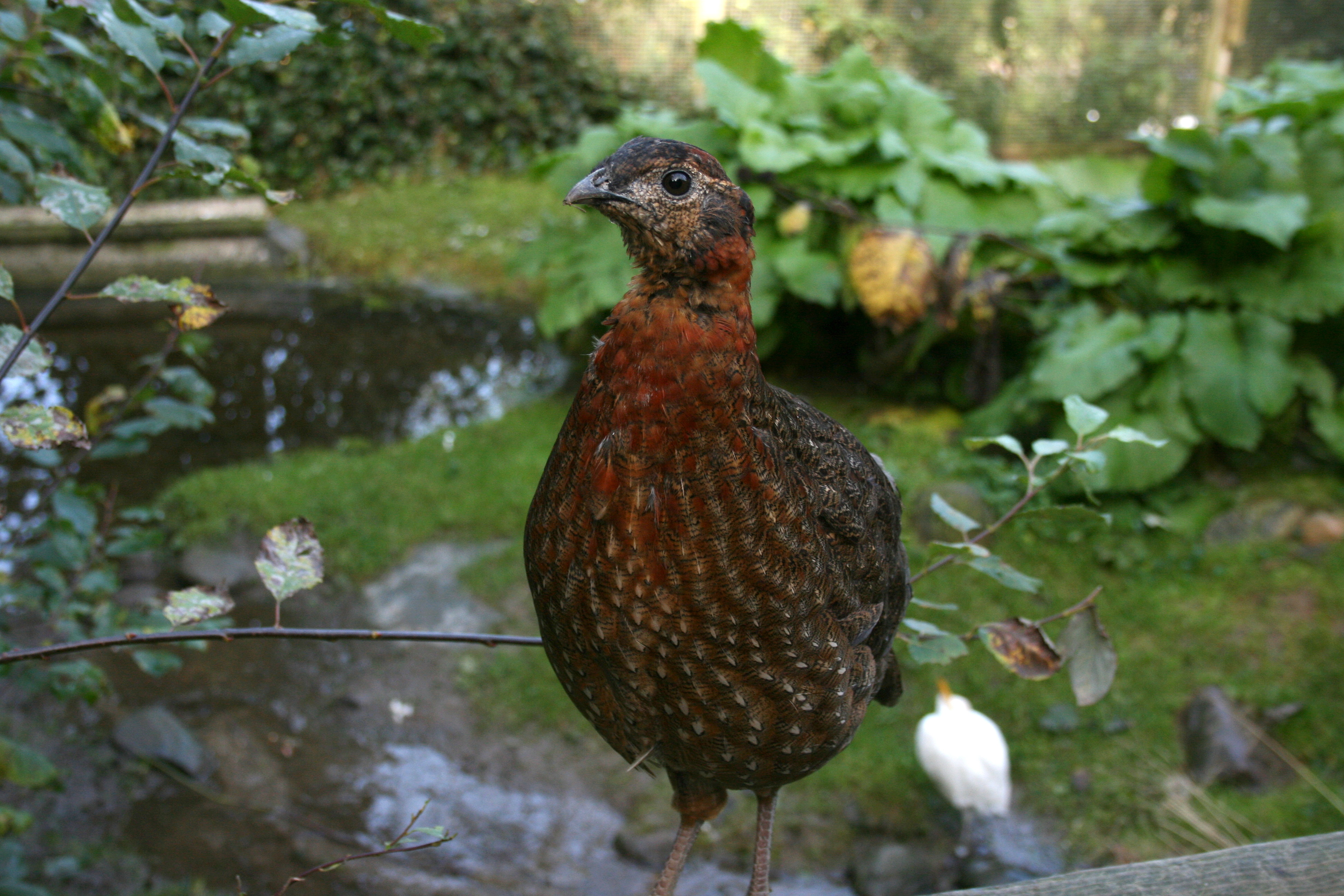
Femelle.

En parade latérale, le mâle, cornes dressées et bavette déployée, se place à côté de la femelle en adoptant une étrange attitude avec le corps complètement étiré et latéralement aplati. Il suit ainsi la femelle dans ses déplacements mais toujours dans cette même posture.
Dans la parade frontale, qui est plus élaborée, il se positionne face à la femelle, se baisse, gonfle son plumage, déploie ses ailes et les agite mollement. En même temps, il secousse la tête ce qui déploie progressivement la bavette encore flasque pendant que les cornes s’érigent à leur tour. Puis il marche vers la femelle en agitant frénétiquement les ailes ce qui occasionne un bruissement de plumes caractéristique. Quand la bavette est complètement déployée, il se rapproche de la femelle et se redresse fortement en allongeant son corps, en gonflant les plumes du cou, en plaquant les ailes sur le dos et en déployant la queue. Puis, se produit généralement l’accouplement.

## Nidification

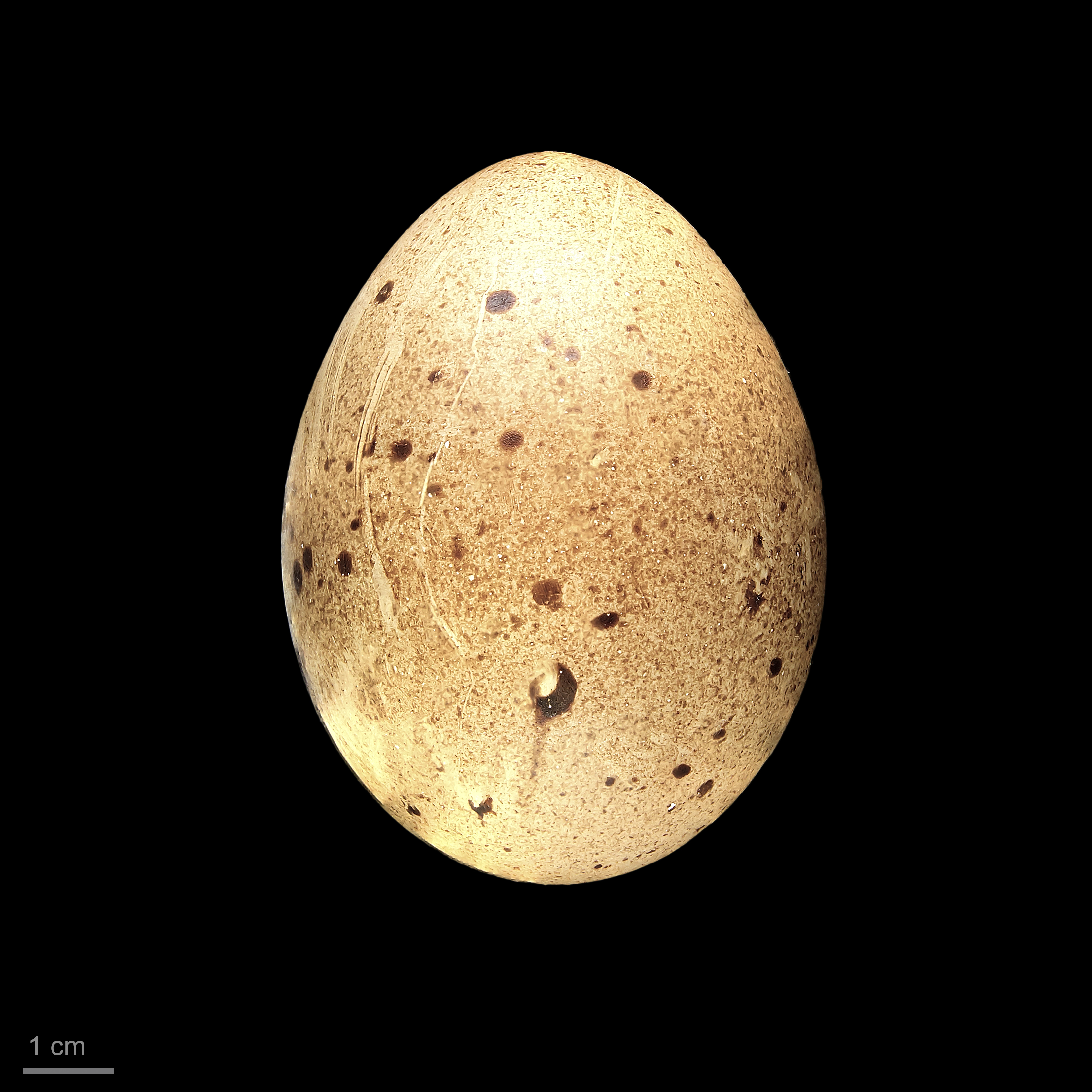
Œuf de Tragopan satyra - Muséum de Toulouse

Elle est peu documentée mais des données (in Hennache & Ottaviani 2005) recueillies dans la région de Pipar au Népal suggèrent que les tragopans gagnent les hauteurs et se cantonnent dans des forêts au début du printemps. Après les chants des mâles et la formation des couples, les femelles confectionnent leur nid au moment où les rhododendrons sont en fleur. C’est une épaisse assise de brindilles tapissée de feuilles fraîches. Il peut être placé jusqu’à une dizaine de mètres dans les arbres. Il contient généralement deux œufs (rarement trois ou quatre) fauve rougeâtre tachetés de brun-rouge.

## Prédation
La panthère nébuleuse longibande (Neofelis nebulosa), le renard roux (Vulpes vulpes), le chat doré (Profelis temmincki), la grande civette de l’Inde (Viverra zibetha) et l’aigle doré (Aquila chrysaetos) sont les prédateurs les plus probables avec l’homme qui le chasse assez intensivement.

## Statut, conservation
Comme la plupart des faisans, il souffre du développement des activités humaines au détriment de son habitat naturel. Mais, plus spécifiquement, il est victime de la chasse abusive que lui fait l’homme depuis longtemps. Pourtant, Fuller & Garson (2000) le considèrent comme de moindre intérêt conservatoire.